# بیلی بیتس (بازیکن فوتبال)
بیلی بیتس (انگلیسی: Billy Bates؛ ۱۳ ژانویه ۱۹۲۲ – August 1997 (aged 75)) بازیکن فوتبال بود.